# Prva hrvatska rukometna liga
Prva hrvatska rukometna liga je drugi rang hrvatskog rukometnog prvenstva. Kao drugi rang natjecanja je u sezoni 2008./09. zamijenila Drugu hrvatsku rukometnu ligu, koja je sada liga trećeg ranga. 
Do sezone 2015./16. je to bila jedinstvena liga, a od 2016./17. je podijeljena na dvije skupine - Jug i Sjever u kojima nastupa 26 klubova. Najuspješnije momčadi stječu pravo nastupa u Premijer ligi.

## Članovi lige

### Sudionici 2024./25.
| - Buzet – Buzet - Hrvatski dragovoljac – Dugi Rat - Dubovac-Gaza – Karlovac - Ribola Kaštela – Kaštel Gomilica, Kaštela - Kozala – Rijeka - Rovinj – Rovinj - Senj – Senj - Split – Split - Umag – Umag - Vodice – Vodice - Zadar 1954 – Zadar - Ardiaei – Čibača, Župa dubrovačka | - Bjelovar – Bjelovar - Dugo Selo – Dugo Selo - Đakovo – Đakovo - KTC – Križevci - Nexe 2 – Našice - Požega – Požega - Rudar 2 – Rude, Samobor - Sisak – Sisak - Slatina – Slatina - Vidovec – Vidovec - Viro – Virovitica - Maksimir Pastela – Zagreb - Metalac – Zagreb - Zaprešić – Zaprešić |

### Bivši članovi
(od 2008./09. do 2023./24.)
| - Biograd – Biograd na Moru - Crikvenica – Crikvenica - Mornar-Crikvenica – Crikvenica - Čakovec – Čakovec - Dubrovnik – Dubrovnik - Garešnica – Garešnica - Gospić – Gospić - Ivančica – Ivanec - Ivanić – Ivanić-Grad - Karlovac – Karlovac - Moslavina – Kutina - Rudar – Labin - Matulji 2001 – Matulji | - Metković - Mehanika – Metković - Nova Gradiška – Nova Gradiška - Opuzen – Opuzen - Osijek – Osijek - Prelog – Prelog - Arena – Pula - Pećine – Rijeka - Zamet – Rijeka - Rugvica – Rugvica - Rudar – Rude, Samobor - Brod – Slavonski Brod - Solin – Solin | - BM 07 – Split - Trilj – Trilj - Trogir – Trogir - Valpovka – Valpovo - Gorica – Velika Gorica - Spačva – Vinkovci - Borovo – Vukovar - Medveščak – Zagreb - Novi Zagreb – Zagreb - Zagreb 2 – Zagreb - Sesvete - Sesvete, Zagreb - Županja – Županja |

 pojedini klubovi su također nastupali pod drugim nazivima 

## Dosadašnji pobjednici
| sezona    | skupina | klubova | prvak                                       |
| --------- | ------- | ------- | ------------------------------------------- |
| 2008./09. |         | 12      | Buzet                                       |
| 2009./10. |         | 14      | Gorica (Velika Gorica)                      |
| 2010./11. |         | 14      | Kaštela Adriachem (Kaštel Gomilica)         |
| 2011./12. |         | 14      | Vidovec BIOS                                |
| 2012./13. |         | 14      | Đakovo                                      |
| 2013./14. |         | 13      | Ivanić (Ivanić-Grad)                        |
| 2014./15. |         | 13      | Moslavina Kutina                            |
| 2015./16. |         | 14      | Metalac Zagreb                              |
| 2016./17. | Jug     | 12      | Karlovac                                    |
| 2016./17. | Sjever  | 14      | Sesvete                                     |
| 2017./18. | Jug     | 12      | Mladi Rudar Labin                           |
| 2017./18. | Sjever  | 14      | Rudar Rude                                  |
| 2018./19. | Jug     | 12      | Dubrovnik                                   |
| 2018./19. | Sjever  | 14      | Bjelovar                                    |
| 2019./20. | Jug     | 12      | Prvenstvo prekinuto zbog pandemije COVID-19 |
| 2019./20. | Sjever  | 14      | Prvenstvo prekinuto zbog pandemije COVID-19 |
| 2020./21. | Jug     | 12      | Trogir                                      |
| 2020./21. | Sjever  | 14      | Rudar Rude                                  |
| 2021./22. | Jug     | 12      | Ribola Kaštela (Kaštel Gomilica)            |
| 2021./22. | Sjever  | 14      | Osijek                                      |
| 2022./23. | Jug     | 12      | Karlovac                                    |
| 2022./23. | Sjever  | 14      | Spačva Vinkovci                             |
| 2023./24. | Jug     | 12      | Zamet Rijeka                                |
| 2023./24. | Sjever  | 14      | Čakovec                                     |
| 2024./25. | Jug     | 12      | Umag                                        |
| 2024./25. | Sjever  | 14      | Dugo Selo                                   |

## Vanjske poveznice
- hrs.hr
- Hrvatski rukometni portal